# 林宏優
林 宏優（はやし ひろまさ、1951年〈昭和26年〉12月7日 - ）は、日本の政治家。岐阜県山県市長（4期）。

## 来歴
岐阜県山県市出身。1970年（昭和45年）3月、岐阜県立長良高等学校卒業。同年4月、高富町役場に奉職。
2003年（平成15年）4月1日、山県郡の高富町、伊自良村、美山町が合併し、山県市が誕生する。同年、山県市役所の保健福祉部長に就任。
議会事務局長や総務部長などを歴任し、2010年（平成22年）12月、山県市役所を退職。
2011年（平成23年）4月24日に行われた山県市長選挙に民主党と自由民主党の推薦を得て出馬。市民団体代表の寺町知正、元高富町長の山崎通らを破り初当選した
。4月27日、市長就任。
2015年（平成27年）、無投票により再選。2019年（平成31年）、無投票により3選。2023年（令和5年）、無投票により4選。